# Réservé aux Indiens
Albums de Alain Bashung
Tour Novice
(1992) Chatterton
(1994)
Réservé aux Indiens est une compilation de Alain Bashung, parue tout début 1993, dans le cadre de la sortie du coffret de l'intégrale, chez Barclay. Elle est composée de douze titres inédits : trois en studio (dont une reprise), six instrumentaux, deux extraits de bandes originales de film et un traditionnel en allemand.

## Liste des titres
| No  | Titre                                                                                                | Auteur                                      | Durée |
| --- | --- | ------------------------------------------- | ----- |
| 1.  | Climax 4 (instrumental)                                                                              | Alain Bashung - André Georget               |       |
| 2.  | La Peur des mots (instrumental)                                                                      | Jean Fauque - Alain Bashung                 |       |
| 3.  | Not Tonight Joséphine (instrumental)                                                                 | Alain Bashung                               |       |
| 4.  | Les Lendemains qui tuent (extrait de la B.O.F Les lendemains qui tuent de Daniel Duval) (1990)       | Alain Bashung - Jean Fauque / Alain Bashung |       |
| 5.  | Inside Dope                                                                                          | Boris Bergman / Alain Bashung               |       |
| 6.  | Feu (Face B du single Madame Rêve, en 1992)                                                          | Alain Bashung - Jean Fauque / Alain Bashung |       |
| 7.  | Beaujolais novo (globo) (extrait de la B.O.F Nestor Burma de Jean-Luc Miesch) (1982)                 | Boris Bergman / Alain Bashung               |       |
| 8.  | That's All Right Mama (enregistré au Studio Sun Records à Memphis pour le magazine Glamour) (1989)   | Arthur Crudup                               |       |
| 9.  | Stille Nacht (enregistré pour l’émission Embûche de Noël (numéro spécial des Enfants du Rock) (1983) | Traditionnel                                |       |
| 10. | La Coupole (instrumental)                                                                            | Alain Bashung                               |       |
| 11. | Métamorphose (instrumental)                                                                          | Alain Bashung                               |       |
| 12. | Climax 3 (instrumental)                                                                              | Alain Bashung - André Georget               |       |